# Międzynarodowy Konkurs Muzyczny w Genewie
Międzynarodowy Konkurs Muzyczny w Genewie (Concours de Genève, Concours International d'Exécution Musicale) – prestiżowy konkurs odbywający się rokrocznie w Genewie od 1939. Obejmuje ponad dwadzieścia kategorii: instrumentalnych, wokalnych, kameralnych i dyrygenckich. W 1957 roku został jednym z członków założycieli Światowej Federacji Międzynarodowych Konkursów Muzycznych.
Wśród jego laureatów znaleźli się m.in. pianiści Martha Argerich, Arturo Benedetti-Michelangeli, Nelson Goerner, Friedrich Gulda, Maurizio Pollini.
Polscy zwycięzcy konkursu to: organista Joachim Grubich (1962), puzonista Roman Siwek (1966), pianista Jerzy Sulikowski (1967), wiolonczelistka Bogumiła Reszke (jednogłośnie w 1971), dyrygent Grzegorz Nowak (1984), kontrabasista Janusz Widzyk (1998) oraz altowiolista Ryszard Groblewski (2005).
W kategorii wokalnej drugie nagrody zdobyli: Irena Lewińska (1946), Jerzy Adamczewski (1947), Jerzy Artysz (1960), Halina Słonicka (1960), Henryk Grychnik (1963), Leonard Mróz (1971), Wiera Baniewicz (1974) i Dariusz Niemirowicz (1977) a trzecie: Grażyna Winogrodzka (1985), Elżbieta Pańko (1987) i Ania Vegry (2011).